# جورج دبليو إيمري
جورج دبليو إيمري (بالأنجليزية George W. Emery) وهو الحاكم الحادي عشر لإ قليم يوتاه ما بين عامي 1875 إلى عام 1880 ولد جورج دبليو إيمري في 13 آب - أغسطس من سنة 1830 في ولاية مين وتوفي في 10 تموز - يوليو من سنة 1909 في ولاية ماساشوستس.